# هیلانه ربیعی
هیلانه ربیعی (حدود ۷۶۶ تا ۸۴۴) خواننده عراقی در دورهٔ عباسی بود. او دختر «عبدالله بن عباس ربیعی»، معاصر هارون الرشید بود که تا خلافت واثق زنده ماند و ازدواج نکرد؛ در الاغانی نامش ذکر شده است.